# Doraemon: Nobita to Mirai Note
Doraemon: Nobita to Mirai Note (ドラえもん のび太と未来ノート? lett. "Doraemon - Il diario del futuro di Nobita") è un cortometraggio del 1994 appartenente alla saga di Doraemon ed inedito in Italia. È inoltre un OAV, ovvero è stato pubblicato direttamente in home video.

## Trama
Mentre Doraemon è ad un appuntamento con Mie-chan, Nobita invita i suoi amici (Shizuka, Gian e Suneo) a casa per effettuare un progetto scolastico sulle risorse energetiche e sul mondo del futuro. Decidono di fare dei disegni, ma per sbaglio utilizzano un ciusky di Doraemon, chiamato Diario del futuro, capace di tramutare in realtà ciò che viene scritto o disegnato su di esso. 
- Nobita disegna un mondo in cui tutti possono sfruttare senza problemi le risorse naturali come il petrolio.
- Shizuka disegna un mondo in cui regna la pace e le persone non hanno conflitti fra di loro.
- Gian disegna un mondo dove tutti possono fare tutto quello che vogliono senza essere mai rimproverati.
- Suneo disegna un mondo dove i robot servono gli umani e ne compiono le azioni faticose.

Tornato a casa Doraemon, i quattro amici scoprono che hanno alterato il futuro e che hanno messo in pericolo anche l'esistenza stessa di Doraemon. Dovranno prendere la macchina del tempo e recarsi nel futuro, ma, alla fine, tutto si concluderà per il meglio.